# Antonio Ugarte y Larrazábal
Antonio Ugarte y Larrazábal (Pancorbo, 25 de febrero de 1776 - Madrid, 7 de noviembre de 1830) fue un político español caracterizado por su ascensión social durante el reinado de Fernando VII. Es uno de los personajes considerados como integrantes de su camarilla. 

## Biografía
Según algunas fuentes fue de origen vizcaíno o navarro, llega a Madrid con 15 años trabajando como verdulero y mozo de cordel, esportillero, y después como profesor de baile y a partir de entonces comienza su ascenso en la escala social. Llegaría a ser agente de Indias de los Cinco Gremios Mayores de Madrid, aunque es más conocido por su papel como agente de los sucesivos embajadores de Rusia, el barón Strogonoff y el bailío Tatischeff. Fue además secretario privado del monarca.
De especial relevancia fue su intervención en 1817 en la compra de naves rusas para la Marina Española que resultó un completo fracaso y uno de los mayores escándalos de corrupción del reinado al haberse pagado una elevada cantidad por un conjunto de naves inservibles. No está claro el papel de la totalidad de los entonces ministros pero sí la participación de Eguía.
Por esta acción y otras similares estuvo encarcelado en el Alcázar de Segovia durante el Trienio Liberal.
El panfleto liberal La España bajo el poder arbitrario de la Congregacion apostólica... (1833), afirma sobre él lo siguiente:
Parece increíble que este agente del absolutismo, tan soez como Chamorro y tan estúpido como Calomarde, llegase a ser el árbitro de los ministerios y de la suerte de los españoles. Destinado por la ingrata rivalidad de Cea Bermúdez (a quien puso en zancos) a la embajada de Turín, pasó despues a Florencia; se presentó al gran Duque, y como no sabía otro idioma que el que oyó hablar a su madre, pronunció, cual pudo, una tosquísima arenga, saboreándose con la especie de que era un amigo de Su Majestad católica. Y al oír las sandeces con que entretuvo a los espectadores, un diplomático italiano, revestido del carácter sacerdotal, dirigió la palabra a uno de los que asistieron a la ceremonia, preguntándole, «Cavalliere é questo quello Don Antonio che commandaba nei Consigli di S. M. catolica?» y habiéndosele respondido: «Eccelenza si è lo steso» el diplomático exclamó: «Povera Nazzione! Povera Spagna! 
Benito Pérez Galdós en Los cien mil hijos de San Luis, lo menciona de la siguiente manera:
"Las bajezas, la ineptitud y el despilfarro de los comisionados secretos de Su Majestad, no cesaron hasta que apareció en Bayona, también con poderes reales, el gran pájaro de cuenta llamado D. Antonio Ugarte, a quien no vacilo en designar como el hombre más listo de su época.
:Yo le había tratado en Madrid el año 1819. Él me estimaba en gran manera, y, como Eguía, me visitaba a menudo; pero sin revelarme imprudentemente sus planes. Desde que se encargó de manejar la conspiración, seguíala yo con marcado interés, segura de su éxito, aunque sin sospechar que le prestaría mi concurso activo en término muy breve. Un día Ugarte me dijo:
:-No se encuentra un solo hombre que sirva para asuntos delicados. Todos son indiscretos, soplones y venales. ¿Ve usted lo que trabajo aquí por orden de Su Majestad? Pues es nada en comparación de lo que me dan que hacer las intrigas y torpezas de mis propios colegas de conspiración. No me fío de ninguno, y en el día de hoy, teniendo que enviar a Madrid un mensaje muy importante, estoy, como Diógenes, buscando un hombre sin poder encontrarlo".
Fue retratado en 1833 junto a su esposa por el pintor Vicente López Portaña. Este retrato se encuentra en la actualidad en el Museo del Prado.

## Órdenes y empleos

### Órdenes

#### Reino de España
- Grefier de la Orden del Toisón de Oro.[11]

#### Extranjeras
- Caballero de segunda clase en diamantes de la Orden de Santa Ana.[11] (Imperio Ruso)
- Comendador de primera clase de la Orden del Dannebrog.[11] (Reino de Dinamarca)
- Caballero de la Orden de la Estrella Polar.[11] (Reino de Suecia)
- Condecorado con la Decoración del Lis.[11] (Reino de Francia)

### Empleos
- 17 de marzo de 1825 - 1827: Ministro plenipotenciario ante S.M. el rey de Cerdeña.[11]
- 1823: Secretario del Consejo de Estado.[11]
- 1823: Secretario del Consejo de Ministros.[11][12]
- 1819: Director general de las expediciones destinadas a conquistar y pacificar la América.[6]